# Karl Ernst von Baer
Karl Ernst von Baer (ur. 17 lutego?/28 lutego 1792 w Piep, zm. 16 listopada?/28 listopada 1876 w Dorpacie) – niemiecki przyrodnik, twórca embriologii, od 1826 roku członek Petersburskiej Akademii Nauk. Laureat Medalu Copleya i Pour le Mérite za Naukę i Sztukę (1849)

## Życiorys
Syn Niemca bałtyckiego, polityka Johanna Magnusa von Baera (1765–1825) i córki rosyjskiego oficera Juliane Louise Baer von Huthorn (1764–1820). Uczył się w szkole katedralnej w Rewlu, następnie studiował medycynę na Uniwersytecie w Dorpacie (1810–1814), gdzie jego nauczycielem był Karl Burdach. Po przedstawieniu pracy doktorskiej w 1814 roku uzupełniał studia w Wiedniu i Würzburgu. W latach 1819–1834 profesor zoologii, a w latach 1826–1834 anatomii na Uniwersytecie Albrechta w Królewcu, zaś od 1841 do 1852 był profesorem Akademii Medyczno-Chirurgicznej w Petersburgu. W 1827 roku odkrył komórkę jajową u ssaków. Wykazał podobieństwo pierwszych stadiów rozwojowych kręgowców i sformułował prawo rozwojowe Baera (Über Entwickelungsgeschichte der Thiere, Beobachtung und Reflexion, t. 1–3, 1828–1837). Pracował również nad intensyfikacją rybołówstwa w Rosji. Wykrył także zjawisko asymetrii zboczy dolin rzecznych biegnących południkowo.
W 1873 odznaczony został bawarskim Orderem Maksymiliana. Od 1875 był członkiem zagranicznym Królewskiej Holenderskiej Akademii Sztuk i Nauk. Von Baer upamiętniony został w nazwie naukowej podgorzałki zielonogłowej: Aythya baeri.